# Alexander Fischerkoesen
Alexander Fischerkoesen (* 16. April 1968 in Bad Godesberg) ist ein deutscher Kameramann und der Enkel des Trickfilmpioniers Hans Fischerkoesen.

## Leben
Alexander Fischerkoesen begann 1989 seine Ausbildung bei Bavaria Film und arbeitete anschließend als Beleuchter und Kameraassistent, bevor er im Jahr 2000 mit dem Thriller Falling Rocks als hauptverantwortlicher Kameramann für einen Langspielfilm debütierte. Seitdem war er unter anderem für Filme wie Der Froschkönig und Frisch gepresst verantwortlich.  Er war zwei Mal für den Deutschen Kamerapreis nominiert und erhielt 2008 eine Auszeichnung mit dem Deutschen Fernsehpreis als Bester Kameramann für seine Arbeiten in Die dunkle Seite und Tarragona – Ein Paradies in Flammen. Außerdem erhielt er im Jahr 2008 für Eine Stadt wird erpresst und 2010 für Kommissar Süden und der Luftgitarrist den Adolf-Grimme-Preis. 2020 erhielt er den Preis der Deutschen Akademie für Fernsehen in der Kategorie Bildgestaltung für Play.
Er lebt mit seiner Frau und seinen beiden Kindern in München.

## Filmografie (Auswahl)
- 2000: Falling Rocks
- 2002: Wenn zwei sich trauen
- 2002: The Antman
- 2003: Die Eltern der Braut
- 2003: Tatort: Im Visier
- 2003: Das Duo: Stiller Tod
- 2005: Tatort: Todesbrücke
- 2005: Grenzverkehr
- 2005: Polizeiruf 110: Der scharlachrote Engel
- 2005: Kombat Sechzehn
- 2006: Geile Zeiten
- 2006: Polizeiruf 110: Matrosenbraut
- 2006: Polizeiruf 110: Er sollte tot
- 2007: Tarragona – Ein Paradies in Flammen
- 2008: Der Froschkönig
- 2008: Die dunkle Seite
- 2008: Das Geheimnis im Wald
- 2009: Tatort: Schwarzer Peter
- 2009: Hangtime – Kein leichtes Spiel
- 2010: Frösche petzen nicht
- 2010: Hanni & Nanni
- 2011: Als der Weihnachtsmann vom Himmel fiel
- 2011: In der Welt habt ihr Angst
- 2011: Der Chinese
- 2012: Frisch gepresst
- 2012: Mobbing
- 2013: Tatort: Aus der Tiefe der Zeit
- 2013: Im Netz
- 2014: Weiter als der Ozean
- 2014: Sein gutes Recht
- 2014: In der Falle
- 2015: Tatort: Verbrannt
- 2016: Tatort: Mia san jetz da wo’s weh tut
- 2016: Wunschkinder
- 2016: Ein Teil von uns
- 2016: Zielfahnder – Flucht in die Karpaten
- 2017: Das Pubertier – Der Film
- 2017: Das Leben danach
- 2017: Die Protokollantin
- 2019: Play
- 2020: Die verlorene Tochter (Fernsehserie)
- 2020: Nicht tot zu kriegen
- 2020: Der Usedom-Krimi: Schmerzgrenze
- 2021: Tatort: Wunder gibt es immer wieder
- 2021: Der Usedom-Krimi: Ungebetene Gäste
- 2021: Der Usedom-Krimi: Der lange Abschied
- 2022: Der junge Häuptling Winnetou
- 2022: Alice
- 2023: Liebes Kind (Fernseh-Sechsteiler)
- 2023: Mein Kind – Moya Ditina
- 2024: Polizeiruf 110: Funkensommer